# Будиштяну, Константин
Константин Будиштяну (рум. Constantin Budișteanu; 21 сентября или 4 ноября 1838, Бухарест — 7 ноября 1911, там же) — румынский политический и государственный деятель, военачальник, дивизионный генерал, военный министр Королевства Румыния (1895—1896), президент Сената Румынии (1909—1911).

## Биография
Валашского происхождения. Родился в старинной боярской семье; его отец был сердаром. В 1854—1856 годах учился в военном училище в Бухаресте, продолжил обучение за границей, что позволило ему ускоренно продвигаться по служебной лестнице, начиная с пехотного подпоручика в 1856 г. до поручика генерального штаба (1860 г.), военного инженера-капитана (1862 г.), майора (1867 г.), подполковника (1871 г.), полковника. (1876), бригадного генерала (1883), дивизионного генерал, командующего армейским корпусом (1891—1895).
Участник Войны за независимость Румынии (1877—1878), в ходе которой получил тяжёлое ранение в октябре 1877 года во время осады Плевны.
Член Национальной либеральной партии Румынии. Избирался депутатом Палаты депутатов Румынии в 1888 году и сенатором (1884, 1892 и 1895). С января 1909 по январь 1911 годы был президентом Сената Румынии.

## Память
- В его честь названа одна из улиц в Бухаресте.